# Power (Kansas)
Power è il decimo album dei Kansas, pubblicato nel 1986 per la MCA Records. È il primo album senza il principale compositore della band sino a quel momento: Kerry Livgren. Grazie all'ingresso del nuovo chitarrista Steve Morse, la band vira verso sonorità hard rock.

## Descrizione
L'album vede il ritorno di Steve Walsh è tornato per far rivivere il Kansas insieme ai membri della band originale Phil Ehart e Rich Williams. Il chitarrista Steve Morse, che si è unito su invito di Ehart dopo che i due si erano incontrati ad un concerto ad Atlanta, ha contribuito notevolmente alla composizione delle canzoni e al suono della nuova formazione. Il bassista e cantante Billy Greer, che aveva lavorato con Walsh nella band di breve durata Streets dopo che il cantante lasciò i Kansas nel 1981, completò la formazione sostituendo Dave Hope. I Kansas iniziarono le prove nel luglio 1985, mentre Walsh stava finendo un tour come sessionman dei Cheap Trick. Pubblicarono Power l'anno successivo.
Un video promozionale per il singolo "All I Wanted", con clip di una varietà di donne che camminano e sorridono, è stato girato con solo Walsh e Morse della band che apparivano. Mixata dal celebre produttore e tecnico del suono Humberto Gatica, e prodotta da Andrew Powell e Phil Ehart, la canzone è stata una delle maggiori hit radiofoniche del periodo,  ma la band non ha suonato la canzone in concerto per molti anni.
I singoli successivi "Power" e "Can't Cry Anymore" non sono riusciti a ricevere una trasmissione significativa dai media. Un video con il comico Richard Belzer è stato prodotto per il singolo  "Can't Cry Anymore" ma non è mai stato diffuso. Entrambe le canzoni sono state modificate da Gatica per il rilascio come singoli.

## Tracce
1. "Silhouettes in Disguise" (Steve Morse, Steve Walsh) – 4:26
2. "Power" (R. Goodrum, Morse, Walsh) – 4:25
3. "All I Wanted" (Morse, Walsh) – 3:20
4. "Secret Service" (J. Aclin, R. Miller, Morse, Walsh) – 4:42
5. "We're Not Alone Anymore" (Morse, Walsh) – 4:16
6. "Musicatto" – (Morse, Walsh)  – 3:30
7. "Taking in the View" (Morse, Walsh) – 3:06
8. "Three Pretenders" (Billy Greer, Morse, Walsh) – 3:50
9. "Tomb 19" (Morse, Walsh) – 3:46
10. "Can't Cry Anymore" (T. Smith, V. Temple) – 4:01

## Formazione

### Formazione ufficiale
- Phil Ehart - batteria
- Steve Walsh - tastiera, voce
- Billy Greer - basso
- Steve Morse - chitarra, tastiera
- Rich Williams - chitarra